# Saint-Rémy-de-Blot
Saint-Rémy-de-Blot è un comune francese di 224 abitanti situato nel dipartimento del Puy-de-Dôme nella regione dell'Alvernia-Rodano-Alpi.

## Società

### Evoluzione demografica
Abitanti censiti